# Josef ibn Abitur
Josef (ibn Jitzchaq) ibn Abitur (* um 900 in Mérida; † um 970 in Damaskus) war Rabbiner, jüdischer Gelehrter und einer der ersten jüdischen Dichter in Spanien.
Abitur entstammte einer angesehenen spanischen Familie aus Mérida. Sein Ururgroßvater war ein führender Rabbiner und städtischer Politiker.
Josef ibn Abitur zog aus Spanien in den Orient und  war dort ein bedeutender Dichter und Vermittler zwischen östlichen und westlichen Traditionen. Er verfasste Pijjutim sowie eine arabische Übersetzung des Babylonischen Talmud.
Er starb um 970 in Damaskus.